# Riikka Sirviö
Riikka Sirviö (* 11. April 1974) ist eine ehemalige finnische Skilangläuferin.

## Werdegang
Sirviö, die für den Jyväskylän Hiihtoseura startete, debütierte im März 1994 in Lahti im Weltcup und belegte dabei den zehnten Platz mit der Staffel. Bei den Junioren-Skiweltmeisterschaften 1994 in Breitenwang wurde sie Siebte über 5 km klassisch. In der Saison 1994/95 lief sie in Ilomantsi ihr erstes Rennen im Continental-Cup, das sie auf dem 43. Platz über 5 km klassisch beendete und in Lahti ihr erstes von insgesamt 82 Einzelrennen im Weltcup, das sie auf dem 41. Platz über 10 km klassisch beendete. Zu Beginn der folgenden Saison holte sie in Vuokatti mit dem 25. Platz über 5 km klassisch ihre ersten Weltcuppunkte. Es folgten sechs weitere Platzierungen in den Punkterängen und zum Saisonende den 33. Platz im Gesamtweltcup. Zudem errang sie im März 1996 in Oslo den zweiten Platz mit der Staffel. In der Saison 1996/97 erreichte sie mit sechs Platzierungen in den Punkterängen, den 28. Platz im Gesamtweltcup. Beim Saisonhöhepunkt, den nordischen Skiweltmeisterschaften 1997 in Trondheim, gewann sie die Bronzemedaille mit der Staffel. Zudem belegte sie dort den 21. Platz in der Verfolgung, den 14. Rang über 30 km klassisch und den zehnten Platz über 5 km klassisch und errang damit zugleich ihre erste Top-Zehn-Platzierung im Weltcupeinzel. Im März 1997 wurde sie beim Weltcup in Falun Dritte mit der Staffel. Bei den nordischen Skiweltmeisterschaften 1999 in Ramsau am Dachstein lief sie auf den 32. Platz in der Verfolgung, auf den 28. Rang über 5 km klassisch und auf den 11. Platz mit der Staffel. In der Saison 1999/2000 kam sie bei 11 Weltcupstarts im Einzel, sechsmal unter die ersten Zehn und errang damit den 35. Platz im Gesamtweltcup.
In der folgenden Saison erreichte Sirviö mit 11 Ergebnissen in den Punkterängen bei 12 Weltcupteilnahmen, den 25. Platz im Gesamtweltcup ihr bestes Gesamtergebnis. Im Januar 2001 errang sie in Soldier Hollow den dritten Platz mit der Staffel. Bei den nordischen Skiweltmeisterschaften 2001 in Lahti belegte sie den 15. Platz über 10 km klassisch. Ihr bestes Einzelergebnis in der Saison 2001/02, die sie auf dem 36. Platz im Gesamtweltcup beendete, war der zehnte Platz im Sprint in Asiago. Zudem kam sie im Januar 2002 in Nové Město zusammen mit Riitta-Liisa Roponen auf den dritten Platz im Teamsprint. In ihrer letzten aktiven Saison 2002/03 errang sie den 39. Platz im Gesamtweltcup. Dabei erreichte sie in Drammen mit dem fünften Platz ihre beste Einzelplatzierung im Weltcup. Bei den nordischen Skiweltmeisterschaften 2003 im Val di Fiemme belegte sie den 30. Platz im Sprint, den 12. Rang über 10 km klassisch und den sechsten Platz im 15-km-Massenstartrennen.

## Teilnahmen an Weltmeisterschaften
- 1997 Trondheim: 3. Platz Staffel, 10. Platz 5 km klassisch, 14. Platz 30 km klassisch, 21. Platz 10 km Verfolgung
- 1999 Ramsau am Dachstein: 11. Platz Staffel, 28. Platz 5 km klassisch, 32. Platz 10 km Verfolgung
- 2001 Lahti: 15. Platz 10 km klassisch
- 2003 Val di Fiemme: 6. Platz 15 km klassisch Massenstart, 12. Platz 10 km klassisch, 30. Platz Sprint Freistil

## Platzierungen im Weltcup

### Weltcup-Statistik
Die Tabelle zeigt die erreichten Platzierungen im Einzelnen.
- 1.–3. Platz: Anzahl der Podiumsplatzierungen
- Top 10: Anzahl der Platzierungen unter den ersten zehn
- Punkteränge: Anzahl der Platzierungen innerhalb der Punkteränge
- Starts: Anzahl gelaufener Rennen in der jeweiligen Disziplin
- Hinweis: Bei den Distanzrennen erfolgt die Einordnung gemäß FIS.

| Platzierung         | Distanzrennen a | Distanzrennen a | Distanzrennen a | Distanzrennen a | Distanzrennen a | Skiathlon Verfolgung | Sprint | Etappen- rennen b | Gesamt | Team c | Team c  |
| Platzierung         | ≤ 5 km          | ≤ 10 km         | ≤ 15 km         | ≤ 30 km         | > 30 km         | Skiathlon Verfolgung | Sprint | Etappen- rennen b | Gesamt | Sprint | Staffel |
| ------------------- | --------------- | --------------- | --------------- | --------------- | --------------- | -------------------- | ------ | ----------------- | ------ | ------ | ------- |
| 1. Platz            |                 |                 |                 |                 |                 |                      |        |                   |        |        |         |
| 2. Platz            |                 |                 |                 |                 |                 |                      |        |                   |        |        | 1       |
| 3. Platz            |                 |                 |                 |                 |                 |                      |        |                   |        | 1      | 3       |
| Top 10              | 1               | 1               |                 |                 |                 |                      | 3      |                   | 5      | 3      | 19      |
| Punkteränge         | 12              | 10              | 6               | 5               | 1               | 7                    | 12     |                   | 53     | 3      | 22      |
| Starts              | 20              | 18              | 10              | 5               | 2               | 10                   | 17     |                   | 82     | 3      | 22      |
| Stand: Karriereende |                 |                 |                 |                 |                 |                      |        |                   |        |        |         |

### Weltcup-Gesamtplatzierungen
| Saison    | Gesamt | Gesamt | Langdistanz | Langdistanz | Sprint | Sprint |
| Saison    | Punkte | Platz  | Punkte      | Platz       | Punkte | Platz  |
| --------- | ------ | ------ | ----------- | ----------- | ------ | ------ |
| 1995/96   | 55     | 33.    | -           | -           | -      | -      |
| 1996/97   | 81     | 28.    | 23          | 31.         | 14     | 47.    |
| 1997/98   | 24     | 49.    | -           | -           | 24     | 39.    |
| 1998/99   | 13     | 61.    | -           | -           | 10     | 69.    |
| 1999/2000 | 85     | 35.    | 7           | 53.         | 64     | 22.    |
| 2000/01   | 136    | 25.    | -           | -           | 35     | 38.    |
| 2001/02   | 119    | 36.    | -           | -           | 66     | 26.    |
| 2002/03   | 100    | 39.    | -           | -           | 80     | 27.    |